# بولانی (غذا)
بولانی نوعی نان مسطح است که درون آن با سبزیجاتی چون سیب‌زمینی، تره‌فرنگی، تره، عدس یا کدو حلوایی پر شده و به صورت پخته شده یا سرخ‌کرده خورده می‌شود.
بولانی یکی از غذاهای محلی افغانستان است.

## نگارخانه

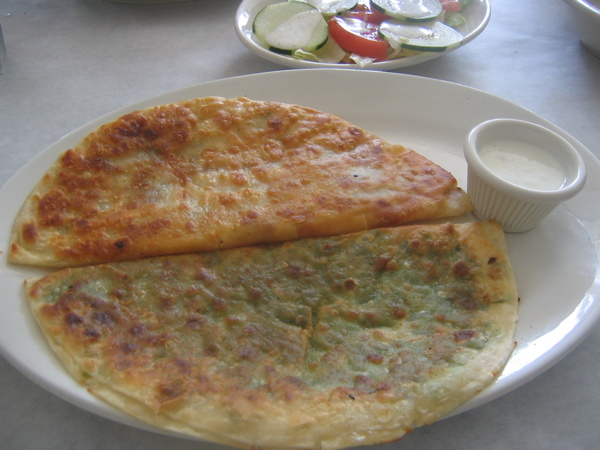